# Иоанн Мамиконян
Иоа́нн Мамиконя́н — армянский хронист VIII века, настоятель монастыря Сурб-Карапет.

## Биография
Биографических сведений не сохранилось. Традиционно считается одним из авторов  ценного исторического и литературного сочинения  «История Тарона» (автор начальной части труда – епископ Зеноб Глак, 4 век).
В  Памятной записи   (Ишатакаране)  к «Истории Тарона» Иоанн Мамиконян называет себя «епископом Тарона».
Личность Иоанна Мамиконяна как и сама  «История Тарона» принадлежат к числу наиболее дискуссионных вопросов арменоведения .

## «История Тарона»
Написал, по просьбе патриарха Нерсеса III, историю области Тарон, в которой сообщает любопытные подробности о войнах местных владельцев, князей Мамиконян, с персами. Многие из его сообщений основаны не на исторических данных, а на народных сказаниях. Историки XIX века ошибочно относили его хронику к VII столетию, однако в конце XX века исследователи пришли к мнению, что она была написана столетием позже. Текст её издан в Константинополе (1708, 1719) и в Венеции (1832, вместе с историей Зеноба). Французский перевод в «Collection des Historiens arméniens», изд. V. Lauglois (т. I, II, 1867).